# Филипп Пфальцский (епископ)
Филипп Пфальцский (нем. Philipp von der Pfalz; 7 мая 1480, Гейдельберг — 5 января 1541, Фрайзингское княжество-епископство, Баварский округ) — епископ Фрайзинга в 1498—1541 годах и Епископство Наумбург-Цайцепископом Наумбурга в 1517—1541 годах.

## Биография
Член дома Виттельсбахов; второй сын курфюрста Пфальца Филиппа и его жены Маргариты Баварской.
Филипп успешно защищал епархию Фрайзинга во время беспорядков крестьянской войны в Германии. Ему удалось удержать баварских князей от вмешательство в политику епископства. Он инициировал много строительных проектов в епархии.
В 1512 году он был назначен коадъютором епископа Наумбурга Иоганна III фон Шёнберга. После смерти Иоганна Филипп был назначен епископом Наумбурга. Он пробыл в Наумбурге десять месяцев. После этого его основной резиденцией снова стал Фрайзинг, в то время как Наумбургом в основном управляли его администраторы. Поскольку он пользовался расположением дома Веттинов, он умеренно относился к Мартину Лютеру. После смерти курфюрст  Саксонии Фридриха III и растущей оппозиции граждан Наумбурга и Цейца, Филипп больше не приезжал в епископство. Он устал от управления и пытался найти себе преемника.
Филипп Пфальцский был похоронен в Фрайзингском соборе.